# فرودگاه کلرمونت
فرودگاه کلرمونت (به انگلیسی: Clermont Airport) یک فرودگاه همگانی با کد یاتا CMQ است که یک باند فرود آسفالت دارد و طول باند آن ۱۳۱۱ متر است. این فرودگاه در کشور استرالیا قرار دارد و در ارتفاع ۲۷۷ متری از سطح دریا واقع شده‌است.